# Protéine NEMO (IKKg)

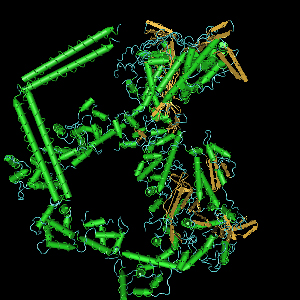
Structure cristallographie de NEMO

NEMO, pour NF-kB Essential Modulator est une sous-unité régulatrice d’une protéine kinase (IKK) impliquée dans la voie de signalisation des facteurs de transcription NF-kB. Ultimement, cette cascade de signalisations jouera un rôle primordial dans la réponse immunitaire et inflammatoire, dans l’oncogénèse et dans la régulation de l’apoptose.

## Description

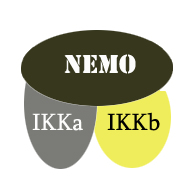
Sous-unité protéiques constituant NEMO

NEMO est une sous-unité du complexe de régulation de la protéine  NF-kB. Elle a pour synonyme :
- Inhibitor of nuclear factor kappa-B kinase subunit gamma
- I-kappa-B kinase gamma
- IKK-gamma
- IKKG
- IkB kinase-associated protein 1
- IKKAP1
- FIP-3

La protéine NEMO est présente dans presque tous les types de cellules animales. Chez l’homme, elle est composée de 419 acides aminés et codée au niveau du chromosome Xq28. Isolée, cette protéine n’est pas fonctionnelle car elle fait en réalité partie d’une molécule trimérique : la protéine kinase IKK (Ik-B kinase).  
IKK est composée de 3 sous-unités : IKK-α, IKK-β et IKK-γ.
IKK-γ (communément appelée NEMO) est la sous-unité régulatrice permettant l’activation ou l’inhibition de la protéine kinase. Les sous-unités « α » et « β » forment les parties fonctionnelles et catalytiques de la protéine.

## Fonction
De façon globale, on peut dire que NEMO est l’intermédiaire (le pont) entre les signaux extracellulaires et les facteurs de transcription intracellulaires.
La protéine NEMO fonctionne comme un interrupteur : lorsque la protéine est activée (allumée), elle stimule indirectement la réponse immunitaire et inflammatoire en empêchant l’apoptose, en favorisant la prolifération cellulaire et la production de protéines impliquées dans le combat contre les agents infectieux (ex : cytokines, interleukines, immunoglobulines, etc.).
Cependant, si l’interrupteur demeure constamment allumé (ex : mutation), même en l’absence d’agents initiateurs, les activités cellulaires deviennent alors anarchiques et les risques de développer des tumeurs et des maladies inflammatoires augmentent de façon exponentielle.  
NEMO est donc essentielle au développement de la vie. Des scientifiques ont tenté par génie génétique d’insérer des gènes mutés de NEMO dans des embryons de souris, rendant ainsi la protéine non fonctionnelle. Vers le milieu de la gestation, tous les embryons modifiés sont morts d'une dégénérescence hépatique dont la cause est une augmentation excessive et incontrôlée d’apoptoses.  
On a retrouvé des homologues de NEMO chez les arthropodes, plus précisément chez la mouche drosophile. En effet, bien que les insectes soient incapables de produire des anticorps, ils peuvent cependant sécréter certains peptides dont le iNOS: un oxide nitrique extrêmement toxique pour les bactéries. Si l’on suit cette ligne de pensée, l’origine de NEMO remonte à plus de 500 millions d’années.

## Voie de signalisation de NEMO
Il est possible de voir l'animation sur "My space" : http://vids.myspace.com/index.cfm?fuseaction=vids.individual&VideoID=24828007

### Ligands
La voie de signalisation de NEMO débute par un stress extracellulaire souvent associé à des ligands. Ces sécrétions protéiques peuvent provenir de cellules voisines infectées (ex : cytokines, radicaux libres, interleukines, etc.); d'endotoxines (ex : TNF-α  « tumor necrosis factor alpha induce  cytolysis »;d'antigènes viraux (ex: T-cell lymphotrophic virus Tax protein); d'antigènes bactériens (ex : LPS = lipopolysaccharides caractéristiques des bactéries Gram négatif) et de radiations UV.

### Activation des récepteurs transmembranaires
Ces ligands diffusent dans le milieu extracellulaire et entrent en contact avec des récepteurs transmembranaires spécifiques qui sont en réalité des kinases membranaires. Le récepteur va s’activer en captant des ions phosphore au niveau de son extrémité N-terminale intracellulaire.

### Oligomérisation de NEMO
Lorsque NEMO entre en contact avec le récepteur, celui-ci subit un changement  de structure tridimensionnelle qui lui permet de stabiliser et d’activer les sous-unités α et β par la phosphorylation des résidus sérines (177 et 181 pour  IKK-β et 176 et 180 pour IKK-α).

### Activation des facteurs de transcription NF-kB
Les facteurs de transcription NF-kB sont séquestrés dans le cytoplasme par des inhibiteurs Ik-B qui masquent les signaux de localisation nucléaire. Lorsque cette protéine est désactivée par la protéine kinase IKK, Ik-B se détache de NF-kB par ubiquitination et est par la suite dégradé par les protéasomes. La dissociation Ik-B va permettre la libération du site actif NF-kB qui sera translocalisé du cytosol vers le noyau.

### Début de la transcription
NF-kB va se fixer à des séquences spécifiques de l’ADN permettant ainsi l’initiation ou la régulation de la transcription cellulaire.

## Régulation des gènes
NEMO contribue de façon indirecte à stimuler le système immunitaire par la régulation de l’expression des gènes :
Au niveau de la réponse immunitaire naturelle, il y aura production de :
- facteurs d’inflammation tels que les interleukines et cytokines qui permettent, en outre, le chimiotactisme (attirent les neutrophiles vers les  lieux d’infections)
- Endotoxines comme les TNF-α qui permettent la cytolyse des cellules tumorales par nécrose.

Au niveau de la réponse immunitaire spécifique, il y aura :
- Prolifération des lymphocytes B qui sont impliqués dans la réponse humorale dont les rôles principaux sont la mémoire immunitaire et la production d’anticorps (immunoglobuline).
- Production d’anticorps :  Stimulation de l’expression des gènes codant la chaîne lourde des IgG. Par contre lorsqu’une mutation ce produit au niveau du gène (Xq28) codant le gène de NEMO, la protéine devient non fonctionnelle et induit l’apoptose prématurée des lymphocytes B.

Radiation UV : Certaines protéines produites sont impliquées dans la pigmentation de la peau comme la mélanine.

## Pathogénèses associées
Plusieurs mutations au niveau du gène codant NEMO sont impliquées directement ou indirectement dans plusieurs maladies immunodéficientes et plusieurs types de cancer. 
Exemples : 
Protéines AD E3-14.7K
En principe, lorsque le facteur TNF-α (tumor necrosis factor alpha induce  cytolysis) se lie aux récepteurs transmembranaires des lymphocytes B, il favorise l’apoptose de la cellule. Cependant, il existe une protéine produite par un adénovirus, la protéine AD E3-14.7K, qui peut interférer avec cette voie de signalisation en empêchant NEMO de fonctionner normalement (les mécanismes spécifiques sont encore inconnus). Par contre, nous savons que lorsque cette protéine virale est présente, elle favorise la survie des lymphocytes en diminuant l’effet du TNF-α sur NEMO. De ce fait même, l’apoptose de la cellule est retardée et peut parfois mener à des tumeurs en augmentant les chances de mutations au niveau de l’ADN.   
Incontinentia pigmenti (IP)
Maladie héréditaire dominante qui se produit lors d’une mutation au niveau du gène Xq28 codant NEMO : (délétion au niveau des exons 4 et 10). Cette pathologie cause une augmentation excessive de l’apoptose au niveau des cellules dermiques. Au niveau clinique, il y aura une augmentation anormale et irrégulière de la pigmentation de la peau. 
Dysplasie ectodermique avec immunodéficience (EDA-ID)
Cette maladie est caractérisée par une mauvaise formation des tissus ectodermiques (ongles, poils, dents, cheveux) et dans des cas plus grave, il y aura atteint des tissus nerveux. Dans certains cas, les lymphocytes B sont affectés diminuant ainsi l’efficacité du système immunitaire (immunodéficience). Dans le second cas, il y aura une augmentation des infections liées aux mycobactéries et à l’herpes virale. 
En somme, toutes mutations qui amènent un dérèglement de l’homéstasie cellulaire lié à l’activité de NEMO, favorisent le développement de pathologies :
Activité régulatrice de NEMO
- Diminution    → maladies immunodéficientes
- Augmentation       → maladies inflammatoires
- Augmentation constitutive → cancers (cancer des seins et leucémies)